# Foliumzuur
Foliumzuur en folaat (de anionische vorm) zijn vormen van een in water oplosbaar vitamine uit het vitamine B-complex.
Folaat is de (tamelijk instabiele) vorm die in voedsel voorkomt, en is de vorm waarin deze vitamine in het lichaam actief is. In voedingssupplementen en verrijkte voeding komt het stabielere synthetische foliumzuur (pteroylmonoglutaminezuur) voor, dat in het lichaam in folaat wordt omgezet.
De stof is opgenomen in de lijst van essentiële geneesmiddelen van de WHO.

## Geschiedenis
Onderzoekster Lucy Wills ontdekte in 1931 dat vlees en gistextract een positieve rol kunnen vervullen bij het voorkomen, verminderen of opheffen van bloedarmoede bij zwangere vrouwen. Deze ontdekking leidde vervolgens eind jaren 30 tot de ontdekking dat foliumzuur in gist de factor is die voor dit effect verantwoordelijk is. In 1941 werd het door Herschel K. Mitchell voor het eerst geïsoleerd uit spinaziebladen en kreeg het de naam foliumzuur (naar het Latijnse folium, "blad"). Vijf jaar later werd het voor het eerst gesynthetiseerd.

## Biochemie en naamgeving

Biosynthese van tetrahydrofoliumzuur. In diverse varianten op de basisvorm (onderste structuur) is foliumzuur/folaat in het lichaam actief. Het grootste verschil met foliumzuur wordt gevormd door de verzadiging met waterstof in de tweede ring vanaf links.

Foliumzuur wordt in de meeste landen van de wereld ook wel vitamine B9 genoemd (aanvankelijk vitamine M), onder andere in Duitsland, Frankrijk, Polen en in de Verenigde Staten van Amerika.
In de voeding komt foliumzuur niet voor, wel folaat, wat staat voor een grote groep verwante verbindingen (pteroglutamaatverbindingen) met dezelfde vitaminewerking als foliumzuur. Ze bestaan uit drie hoofdbestanddelen: een aromatische pteridinering, verbonden aan para-aminobenzoëzuur (PABA) en een restgroep van één of meer glutamaat-eenheden. Ongeveer 90% van de folaten in de voeding bevat meer dan één glutamaatgroep en zijn pteroylpolyglutamaten gebaseerd op 5-methyl-tetrahydrofolaat (5-MTHF). Meestal gaat het om vijf à zeven groepen, tot maximaal elf, die middels peptidebindingen aan elkaar zijn verbonden. De in de voeding meest voorkomende folaten zijn 5,6,7,8-tetrahydrofolaten (THF) evenals 7,8-dihydrofolaat (DHF). Folaat is in het lichaam actief als (diverse vormen van) tetrahydrofolaat. Folaat uit de voeding wordt daarom gereduceerd tot dihydrofolaat, en vervolgens nogmaals gereduceerd tot tetrahydrofolaat. Het enzym dihydrofolaatreductase katalyseert beide omzettingen.
Foliumzuur (in voedingssupplementen en verrijkte voeding) is pteroylmonoglutaminezuur (PMG). Foliumzuur komt niet oorspronkelijk in de natuur voor, en wordt in het laboratorium geproduceerd via chemische synthese.
Foliumzuur is de meest (volledig) geoxideerde vorm van folaat en daarom ook de meest stabiele vorm. Folaat wordt biologisch actief na in het lichaam omgezet (gereduceerd) te zijn naar een actieve vorm, een vorm van tetrahydrofolaat. Dit is een ingewikkeld proces, in meerdere biochemische stappen, waarbij verschillende enzymen nodig zijn, plus de co-factoren vitamine B2, vitamine B3, zink en serine. De aanwezigheid van specifieke remmers van deze omzetting, zoals het geneesmiddel methotrexaat, kan de foliumzuurstatus negatief beïnvloeden.
Folinezuur (5-formyl-THF, citrovorum factor, leucovorine) is niet hetzelfde als foliumzuur. Het is een directe precursor (chemische voorloper) van 5,10-methyleen-THF, de belangrijkste van de tetrahydrofolaatverbindingen, en kan daarom de deconjugatie en reductiestappen "overslaan" die nodig zijn voor de biochemische activatie van foliumzuur. Verder heeft het een langere halfwaardetijd in het lichaam, en lijkt metabolisch actiever dan foliumzuur. Als supplement biedt het dus een aantal voordelen boven foliumzuur. Nadeel is dat het duurder is dan foliumzuur. Het is verkrijgbaar als calcium folinaat (leucovorin calcium) en wordt onder meer in de kankertherapie gebruikt als antidotum indien hoge doses methotrexaat worden gebruikt.
De term folacine is een term die gebruikt wordt voor alle foliumzuurderivaten (waaronder folaat).

## Functies in het lichaam
In de vorm van verschillende tetrahydrofolaten zijn voedingsfolaat en foliumzuur als co-enzym betrokken bij de overdracht van groepen met één koolstofatoom (zoals methyl-, methyleen- en formylgroepen). Vitamine B6, vitamine B12 en betaïne spelen in dit proces een ondersteunende rol. Deze reacties zijn op diverse plaatsen in de stofwisseling terug te vinden:
- Foliumzuur is betrokken bij de aanmaak van rode bloedcellen.
- Foliumzuur is ook betrokken bij de ontwikkeling van de hersenen en het ruggenmerg bij een foetus.
- Folaat heeft onder meer een rol bij de vorming van nucleotiden, bouwstenen van het erfelijk materiaal (RNA en DNA) in de cellen van het lichaam.
  - Folaat is een co-enzym bij de vorming van purine en pyrimidine (onderdelen van deze nucleotiden). Folaat is daarom belangrijk voor de celdeling en daarom voor alle (snelle) groei en weefselvorming, bijvoorbeeld bij de groei van een foetus of van een baby.
  - Indirect is folaat betrokken bij de synthese van transfer RNA.
- Daarnaast is folaat ook betrokken bij omzettingen van sommige aminozuren.
  - Folaat levert de methylgroep die nodig is om methylcobalamine te maken (Cbl+Me), een stof die nodig is om het schadelijke homocysteïne af te breken en om te zetten in het aminozuur methionine (Hcy→Met). Een te hoog homocysteïnegehalte is een belangrijke risicofactor voor onder andere hart- en vaatziekten. Hoewel ook vitamine B6, vitamine B12 en betaïne nodig zijn in de homocysteïnestofwisseling, is de rol van foliumzuur bij het verlagen van een verhoogde homocysteïnespiegel verreweg het grootst.
  - Folaat functioneert daarnaast als methyldonor bij de productie van het aminozuur serine uit het aminozuur glycine.
- In combinatie met vitamine B12 en vitamine C is folaat nodig voor de afbraak van proteïnen en de vorming van hemoglobine, de component in rode bloedcellen die zuurstof en koolstofdioxide transporteert.

### Folaat in de voeding
De beste bron voor folaat in de voeding is groene bladgroente, zoals in spinazie. Het Latijnse folium betekent dan ook 'blad'. Maar ook spruitjes, broccoli, kool, asperges, fruit, bepaalde citrusvruchten, en gist bevatten folaat. Verder bevatten sommige soorten vlees foliumzuur, vooral lever en in mindere mate nier.
De natuurlijke folaten zoals die in de voeding voorkomen, bijvoorbeeld 5-MTHF, zijn tamelijk instabiel. Ze zijn gevoelig voor licht, zuurstof uit de lucht en opslag. De verliezen tijdens opslag, verwerking en voedselbereiding zijn dan ook hoog. Binnen enkele dagen tot weken na de oogst is alle van nature aanwezige folaat geïnactiveerd.
Folaat is echter vooral gevoelig voor temperatuur. Geschat wordt dat bij het koken nog eens 50–95% van het aanwezige folaat vernietigd wordt of in het kookvocht verloren gaat. Bij het raffineren van granen worden alle folaten verwijderd.
Het is erg moeilijk een voedselpakket samen te stellen dat voldoende folaat bevat. Zelfs een volledig volgens de richtlijnen van het Hollandse Voedingscentrum samengesteld voedselpakket bevat nog minder dan de aanbevolen dagelijkse hoeveelheid van dit vitamine. Mede om de foliumzuurinname te bevorderen wordt aangeraden dagelijks 200 gram groente en twee stuks fruit te nuttigen. Dit is ongeveer twee keer zo veel als de gemiddelde Nederlander daadwerkelijk blijkt in te nemen. Van de jongvolwassenen kwam in een onderzoek onder 750 proefpersonen zelfs niemand aan 200 gram groente per dag en slechts 7% at twee stuks fruit per dag. Zelfs wanneer de groente- en fruitinname verdubbeld zou worden, zou 33% van de volwassenen nog niet aan de 200 µg (microgram) folaat per dag komen.

### Voedselverrijking met foliumzuur
Vanwege de precaire foliumzuurstatus van grote delen van de bevolking, mogen in sommige landen ontbijtgranen worden verrijkt met foliumzuur. De meeste met foliumzuur verrijkte producten bevatten tussen 125 en 200 µg foliumzuur per 100 gram. In de Verenigde Staten is het verplicht dat ontbijtgranen met 25–100% van de aanbevolen dagelijkse hoeveelheid voor foliumzuur worden verrijkt.
In Nederland is het toevoegen van foliumzuur aan ontbijtgranen verboden. De door de gezondheidsautoriteiten opgegeven reden is dat foliumzuur de symptomen van een vitamine-B12-deficiëntie kan maskeren, waardoor een dergelijke deficiëntie niet opgemerkt wordt en permanente zenuwbeschadiging kan optreden.
Naar aanleiding van een arrest van het Europese Hof van Justitie d.d. 2 december 2004 was het na 2004 voor producenten mogelijk om ontheffing te krijgen op dit verbod. Diverse bedrijven hebben gebruikgemaakt van deze mogelijkheid, waardoor ook in Nederland foliumzuur aan ontbijtgranen kan worden toegevoegd. Vrijstelling wordt verleend tot maximaal 100 microgram foliumzuur per 100 kcal. Vanaf 2007 is het niet meer nodig om ontheffing te vragen op het toevoegen van foliumzuur aan levensmiddelen, mits een bepaalde maximumhoeveelheid foliumzuur niet wordt overschreden. In februari 2008 adviseerde de Gezondheidsraad om ook in Nederland brood en ontbijtgranen standaard te gaan verrijken met foliumzuur.
In tegenstelling tot folaat, dat behoorlijk instabiel is, is foliumzuur in verrijkte voeding volledig stabiel gedurende maanden tot zelfs jaren.

### Foliumzuur in voedingssupplementen
Foliumzuursupplementen met meestal 400 µg foliumzuur zijn zonder doktersvoorschrift te koop bij apotheken en drogisten. Foliumzuur maakt ook, meestal in lagere doseringen, deel uit van vitamine B-complex formuleringen en  multivitamine- en mineralentabletten.
Sinds enige tijd worden andere varianten ook aangeboden in (zwangerschaps)multivitaminen, zoals folaat en L-5-methyltetrahydrofolaat (5-MTHF). De gezondheidsraad doet geen uitspraak over de effectiviteit van deze alternatieven. Folaatopname verschilt per supplement en wijze van inname, en de gezondheidsraad raadt aan om tussen 945 en 1080 microgram voedingsfolaatequivalenten in te nemen.

### Synthese in de darm
Folaat wordt ook geproduceerd door micro-organismen in het maag-darmkanaal, maar deze productie draagt niet in belangrijke mate bij aan de foliumzuurvoorziening van de gastheer.

## Absorptie
In de borstelzone van de cellen van de dunnedarmmucosa worden folaatverbindingen in het voedsel grotendeels ontdaan van hun glutaminezuurketen (polyglutamylketen) en omgezet in de monoglutamaatvorm. Dit gebeurt vooral in het eerste deel van de dunne darm (vooral het jejunum) door een groep van zinkafhankelijke intracelluliare enzymen in het darmkanaal (folyl polyglutamaat hydrolases, ook wel folaatdeconjugases genoemd). Dit proces kan worden verstoord door chronisch alcoholgebruik en sommig voedsel (waaronder sinaasappels en peulvruchten).
Daarna wordt folaat in ongeconjugeerde vorm via actief transport – en in mindere mate passieve diffusie – geabsorbeerd. In de epitheelcellen van de darmwand wordt het folaat vervolgens gereduceerd tot dihydrofolaat, en vervolgens nogmaals gereduceerd tot tetrahydrofolaat. Het enzym dihydrofolaatreductase katalyseert beide omzettingen.
Vanuit de epitheelcellen in het maag-darmkanaal wordt folaat als 5-MTHF-monoglutamaat aan de bloedsomloop afgegeven. In normale omstandigheden komt folaat in het plasma uitsluitend als 5-MTHF voor, vooral gebonden aan proteïnen. Dit proces heeft een beperkte capaciteit. Wanneer er relatief veel foliumzuur (als voedingssupplement) binnengekregen wordt, komt ook ongemetaboliseerd foliumzuur in de bloedstroom, wordt aldaar opgenomen door cellen en wordt gereduceerd door dihydrofolaatreductase tot tetrahydrofolaat.
De opname van foliumzuur is afhankelijk van de zuurgraad (pH) binnen het jejunum (optimaal 6). Een stijging van de pH tot 6.3 vermindert de biologische beschikbaarheid met meer dan 30%, wat relevant is in verband met veelvoorkomende pH-problematiek van het maag-darmkanaal bij de westerse mens.
Folaat uit natuurlijke bronnen wordt minder goed opgenomen dan de synthetische vorm die in voedingsupplementen en verrijkte voeding voorkomt. Folaat uit de voeding wordt ongeveer 20% minder goed opgenomen dan foliumzuur. Dit verschil wordt mede veroorzaakt door remmers van het deconjugase-enzym, die in sommige voedingsmiddelen voorkomen.
Synthetisch foliumzuur wordt goed opgenomen en heeft een biologische beschikbaarheid van ongeveer 85%. In de lever wordt het gemetaboliseerd tot een van de polyglutamaatvormen, die identiek zijn met de polyglutamaten in de voeding. Een significante hoeveelheid wordt uitgescheiden via de gal, maar het meeste wordt opnieuw opgenomen. Deze voortdurende enterohepatische cyclus van foliumzuur is belangrijk voor het handhaven van adequate niveaus in het lichaam. Alcohol verstoort dit mechanisme.
Met dit veronderstelde verschil in biobeschikbaarheid wordt rekening gehouden door de hoeveelheid foliumzuur uit te drukken in voedingsfoliumzuur equivalenten. De omrekening is als volgt:
- 1 µg foliumzuur dat van nature in voedingsmiddelen voorkomt = 1 µg voedingsfoliumzuur equivalenten
- 1 µg PMG uit verrijkte voeding = 1,7 µg voedingsfoliumzuur equivalenten
- 1 µg PMG uit supplementen = 2 µg voedingsfoliumzuur equivalenten.

Folaat wordt voornamelijk uitgescheiden via de urine.

## Folaatdeficiëntie
Omdat er nauwelijks lichaamsvoorraden zijn, kan foliumzuurdeficiëntie zich tamelijk snel ontwikkelen. Binnen vier maanden na een starten van onvolwaardige voeding kan een foliumzuurtekort zich hebben ontwikkeld.

### Voorkomen
Aangezien er veel mensen zijn die onvoldoende folaat-rijk voedsel eten, wordt foliumzuurdeficiëntie beschouwd als een van de meest voorkomende nutriëntendeficiënties. In 2001 kreeg ongeveer de helft van alle Nederlanders minder dan de destijds aanbevolen dagelijkse hoeveelheid van 200 microgram folaat binnen. Inmiddels is de aanbevolen dagelijkse hoeveelheid in Nederland bijgesteld naar 300 microgram per dag.
De gemiddelde foliumzuurinname in Nederland wordt geschat op 182 µg per dag, 10% van de bevolking krijgt zelfs minder dan 100 µg per dag binnen (het absolute minimum om de serumspiegels nog op peil te houden). Dat dit cijfer in het verleden hoger is uitgevallen komt doordat de meetmethoden nu zijn verbeterd. Schattingen in het verleden zijn systematisch 25% te hoog uitgevallen.
Er is nog maar weinig biochemisch onderzoek gedaan naar de foliumzuurstatus in Nederland, maar het weinige onderzoek dat wel beschikbaar is, zwakt de conclusie dat een groot deel van de Nederlandse bevolking structureel te weinig foliumzuur binnenkrijgt, enigszins af: de foliumzuurstatus is mogelijk onvoldoende bij 8 tot 25 procent van de volwassenen en ouderen. De status van kinderen tot 19 jaar lijkt goed.
Mede om de foliumzuurinname te bevorderen wordt tegenwoordig aangeraden dagelijks 200 gram groente en twee stuks fruit te nuttigen. Dit is ongeveer twee keer zo veel als de gemiddelde Nederlander daadwerkelijk blijkt in te nemen. Van de jongvolwassenen kwam in een onderzoek onder 750 proefpersonen zelfs niemand aan 200 gram groente per dag en slechts 7% at twee stuks fruit per dag. Zelfs wanneer de groente- en fruitinname verdubbeld zou worden, zou 33% van de volwassenen nog niet aan de 200 µg (microgram) folaat per dag komen.

### Aanbevolen hoeveelheden en voedingsnormen
De aanbevolen dagelijkse hoeveelheid (adh-waarde) van foliumzuur volgens de Europese etiketteringsrichtlijn is 200 µg. Deze waarde is ook de waarde waarnaar verwezen wordt als op etiketten van levensmiddelen het percentage van de adh vermeld staat. In een rapport van de Gezondheidsraad uit 2008 worden de voedingsnormen voor foliumzuur uitgesplitst voor verschillende leeftijdsgroepen. (zie tabel).
| Voedingsnormen voor foliumzuur in microgram voedingsfoliumzuur equivalenten per dag (tenzij anders vermeld) Bron: Gezondheidsraadadvies 2008 - Naar een optimaal gebruik van foliumzuur. | Voedingsnormen voor foliumzuur in microgram voedingsfoliumzuur equivalenten per dag (tenzij anders vermeld) Bron: Gezondheidsraadadvies 2008 - Naar een optimaal gebruik van foliumzuur. | Voedingsnormen voor foliumzuur in microgram voedingsfoliumzuur equivalenten per dag (tenzij anders vermeld) Bron: Gezondheidsraadadvies 2008 - Naar een optimaal gebruik van foliumzuur. | Voedingsnormen voor foliumzuur in microgram voedingsfoliumzuur equivalenten per dag (tenzij anders vermeld) Bron: Gezondheidsraadadvies 2008 - Naar een optimaal gebruik van foliumzuur. | Voedingsnormen voor foliumzuur in microgram voedingsfoliumzuur equivalenten per dag (tenzij anders vermeld) Bron: Gezondheidsraadadvies 2008 - Naar een optimaal gebruik van foliumzuur. | Voedingsnormen voor foliumzuur in microgram voedingsfoliumzuur equivalenten per dag (tenzij anders vermeld) Bron: Gezondheidsraadadvies 2008 - Naar een optimaal gebruik van foliumzuur. | Voedingsnormen voor foliumzuur in microgram voedingsfoliumzuur equivalenten per dag (tenzij anders vermeld) Bron: Gezondheidsraadadvies 2008 - Naar een optimaal gebruik van foliumzuur. | Voedingsnormen voor foliumzuur in microgram voedingsfoliumzuur equivalenten per dag (tenzij anders vermeld) Bron: Gezondheidsraadadvies 2008 - Naar een optimaal gebruik van foliumzuur. | Voedingsnormen voor foliumzuur in microgram voedingsfoliumzuur equivalenten per dag (tenzij anders vermeld) Bron: Gezondheidsraadadvies 2008 - Naar een optimaal gebruik van foliumzuur. | Voedingsnormen voor foliumzuur in microgram voedingsfoliumzuur equivalenten per dag (tenzij anders vermeld) Bron: Gezondheidsraadadvies 2008 - Naar een optimaal gebruik van foliumzuur. | Voedingsnormen voor foliumzuur in microgram voedingsfoliumzuur equivalenten per dag (tenzij anders vermeld) Bron: Gezondheidsraadadvies 2008 - Naar een optimaal gebruik van foliumzuur. |
| | 0-5 maanden | 6-11 maanden | 1-3 jaar | 4-8 jaar | 9-13 jaar | 14-18 jaar | > 19 jaar | Vrouwen rondom de conceptie | Zwanger | Borstvoedend |
| --- | --- | --- | --- | --- | --- | --- | --- | --- | --- | --- |
| Gemiddelde behoefte* | - | - | - | - | - | - | 200 | - | - | - |
| Aanbevolen hoeveelheid* | - | - | - | - | - | - | 300 | - | - | - |
| Adequate inneming* | 50 | 60 | 85 | 150 | 225 | 300 | - | 400** | 400 | 400 |
| Aanvaardbare bovengrens* | 85 | 130 | 200 | 350 | 600 | 900 | 1000 | 1000 | 1000 | 1000 |
| ad. *. de gemiddelde behoeftes, aanbevolen hoeveelheden en adequate innemingen hebben betrekking op foliumzuur zoals dat van nature in de voeding voorkomt, de aanvaardbare bovengrenzen voor foliumzuur hebben uitsluitend betrekking op synthetisch foliumzuur. Voor alle niet-volwassenen kon geen gemiddelde behoefte en dus evenmin een aanbevolen hoeveelheid worden bepaald. De Gezondheidsraad heeft daarom voor deze groepen adequate innemingen vastgesteld. ad. **. Voor de periode van vier weken voor, tot acht weken na de conceptie wordt geadviseerd naast de gebruikelijke voeding een supplement met 400 microgram foliumzuur (PMG) te gebruiken, ter preventie van neurale-buisdefecten. | | | | | | | | | | |

### Risicofactoren
De volgende factoren kunnen bijdragen aan een foliumzuurdeficiëntie:
- Onvoldoende aanvoer van folaat via de voeding.
- Een verhoogde behoefte. Dit kan onder meer het geval zijn bij
  - Zwangere vrouwen; de snelle groei van de foetus onttrekt veel foliumzuur aan de moeder.
  - Moeders die borstvoeding geven
  - Kinderen in perioden van snelle groei
  - Kankerpatiënten
  - Genetische verschillen: Personen met een genetisch polymorfisme (677C→T genotype) voor het enzym MTHFR (methyleen tetrahydrofolaat reductase) dat nodig is voor de productie van 5-MTHF, hebben om genetische redenen een hogere behoefte aan foliumzuur.[18] Naar schatting heeft circa 12% van de Kaukasiërs en Aziaten dit polyformisme; onder Afro-Amerikanen zou het minder voorkomen.
  - Mensen met een deficiëntie van het enzym 5,10-methylenetetrahydrofolaat reductase hebben eveneens een verhoogde behoefte.[15]
  - Gebruikers van medicijnen die de foliumzuurstofwisseling verstoren (foliumzuurantagonisten)
- Afbraak van foliumzuur onder invloed van UV (bijvoorbeeld uit zonlicht).[19] Er wordt vermoed dat dit de belangrijkste evolutionaire druk is achter het mechanisme om een lichte huid te laten bruinen bij blootstelling aan zonlicht.[20]
- Een verminderde opname vanuit de darm (absorptie).
  - Bij aids-patiënten is de foliumzuurabsorptie significant verminderd, onafhankelijk van het stadium van de ziekte.
  - Bij darmaandoeningen als coeliakie, colitis ulcerosa en de ziekte van Crohn kan de absorptie van folaat en foliumzuur gestoord zijn.
- Verhoogde verliezen. Dit kan onder meer het geval zijn bij:
  - Folaatverliezen via hemodialyse
  - Alcohol verstoort de heropname van foliumzuur vanuit de darm in de enterohepatische cyclus.
- Een verstoorde activatie van foliumzuur. Dit kan het geval zijn bij:
  - Alcoholici: alcoholisme is een veelvoorkomende reden van foliumzuurdeficiëntie.
  - Mensen met leverziekten.
  - Tekort aan het enzym of de cofactor die nodig is voor de productie van geactiveerd folaat in het lichaam.

### Symptomen
Aangezien foliumzuur zijn belangrijkste fysiologische rol vervult in de DNA-synthese en in de aminozuurstofwisseling, manifesteren tekorten zich het eerst in weefsels waarin een snelle celdeling plaatsvindt (bloedcellen, epitheelcellen in het maag-darmkanaal en bij snelle groei, zoals bij de foetus in de baarmoeder).
Symptomen van folaatdeficiëntie kunnen zijn:
- megaloblastaire anemie (ook wel macrocytaire anemie genaamd). Bij deze vorm van anemie zijn de rode bloedcellen te groot. Elke rode bloedcel kan evenveel zuurstof vervoeren als een normale bloedcel, waardoor er effectief te weinig zuurstof in het bloed wordt vervoerd. Dit kan zich onder meer uiten in de volgende symptomen: hoofdpijn, vermoeidheid, gewichtsverlies, misselijkheid, anorexie, diarree, slapeloosheid, geïrriteerdheid, vergeetachtigheid. Omdat de levenscyclus van een rode bloedcel ongeveer vier maanden is, kan het maanden duren voordat mensen met een foliumzuurtekort megaloblastaire anemie ontwikkelen.
- Ontsteking van de tong.
- darmstoornissen (onder andere diarree)
- groeistoornissen
- perifere neuropathie
- geboorteafwijkingen
- gewichtsverlies
- cerebrale verstoringen en cognitieve achteruitgang
- Te weinig folaat kan ook leiden tot een te hoog homocysteïnegehalte in het bloed. Dit geeft mogelijk een hoger risico voor hart- en vaatziekten. Het idee hierachter is dat verhoogde homocysteïneniveaus ervoor zorgen, dat bloedplaatjes makkelijker kunnen klonteren en een prop vormen.

### Diagnose
Voor de beoordeling van de folaatstatus wordt uitgegaan van de concentratie van dit vitamine in serum en rode bloedcellen, evenals van de concentratie homocysteïne in plasma. Daarbij wordt een grens gehanteerd van 15 µg als bovengrens van wat nog een normale homocysteïneconcentratie genoemd mag worden. Homocysteïne is een erg gevoelige indicator van de foliumzuurstatus.
In gezonde omstandigheden variëren de folaatconcentraties in serum tussen 5 en 16 nanogram per milliliter (ng/ml) (overeenkomend met 11 - 36 nanomol per liter (nmol/l)) foliumzuur activiteit (PGA equivalenten). Soms wordt de concentratie ook uitgedrukt in microgram per liter (µg/l), wat hetzelfde is als nanogram per milliliter. Niveaus beneden 3 ng/ml duiden op een negatieve folaatbalans, mogelijk samenhangend met chronische folaatdeficiëntie.
Een dergelijke diagnose kan worden bevestigd door middel van analyse van het gehalte folaat in rode bloedcellen: een gehalte folaat minder dan 140 ng/ml (317 nmol/l) wijst op verminderde lichaamsvoorraden, niveaus beneden 100 ng/ml (226 nmol/l) wijzen op een chronische folaatdeficiëntie. De WHO houdt 150 ng/ml aan als ondergrens voor een normale concentratie folaat in rode bloedcellen.
Folaat in rode bloedcellen is een betrouwbaarder indicator dan de concentratie in plasma, aangezien de laatste gevoeliger is voor fluctuaties. In principe weerspiegelt deze indicator de folaatstatus op het moment dat de cel werd gevormd, aangezien alleen DNA-synthetiserende cellen in het beenmerg folaat opnemen.
Daarnaast zijn ook bepaalde afwijkingen in het bloedbeeld (vergroting van de rode bloedcellen en anemie) belangrijke aanwijzingen van een verminderde foliumzuurstatus.

## Klinische toepassingen

### Zwangerschap en embryonale ontwikkeling
Tijdens de zwangerschap is de behoefte aan folaat hoog. In het begin van de jaren negentig werd bekend dat het slikken van foliumzuur in de periode rondom de conceptie de kans op een kind met een open rug (spina bifida) bij zwangeren met een niet-optimale inname van foliumzuur aanzienlijk (met 60–70%) kan verkleinen. Later bleek eenzelfde conclusie te trekken voor andersoortige aandoeningen als gevolg van het niet goed sluiten van de neurale buis tijdens de embryonale ontwikkeling, zoals voor een hazenlip (schisis) en voor anencefalie van de foetus.
Dit werd aanvankelijk vastgesteld bij een dosis van 4 mg/dag voor de kans op herhaling bij zwangeren die al een kind met een neurale-buisdefect hadden gekregen, maar later bleek het effect ook op te treden bij een dosis die een fractie daarvan was, bij zwangeren zonder belaste voorgeschiedenis. Hoe foliumzuur werkt bij het voorkomen van sluitingsdefecten van de neurale buis is niet bekend.
Nadat Amerikaanse gezondheidsautoriteiten in september 1992 ermee begonnen waren, wordt sinds 1993 in Nederland zwangere vrouwen en vrouwen met een kinderwens aangeraden om dagelijks 400 microgram (0,4 mg/dag) foliumzuur te slikken van minimaal vier weken voor de bevruchting tot acht weken daarna. Eind 1995 begon het ministerie van Welzijn, Volksgezondheid en Sport ook een mediacampagne om dit advies meer bekendheid te geven. De aanbevolen dagelijkse extra dosis voor zwangere vrouwen is 400 tot 600 microgram per dag (0,4 tot 0,6 mg/dag).
Een probleem is dat de meeste zwangeren pas met foliumzuursuppletie beginnen wanneer een groot deel van deze periode al verstreken is, namelijk wanneer zij weten dat zij zwanger zijn. Het is daarom erg belangrijk al met foliumzuursuppletie te beginnen als er een zwangerschapswens is.
In april 2012 is in Noord-Nederland (Friesland, Groningen en Drenthe) een langlopend onderzoek naar foliumzuur bij kinderwens en zwangerschap gestart, Het FoliumzuurExtra bij kinderwens en zwangerschap onderzoek Noord-Nederland. In dit onderzoek, van het UMCG, VUmc, MediClara, EUROCAT en de RUG wordt onderzocht of foliumzuur niet alleen beschermend werkt tegen een open ruggetje, maar ook tegen hartafwijkingen, schisis, vroeggeboorte en zwangerschapsvergiftiging bij de moeder.
Begin 2013 werd bij een Noors onderzoek naar mogelijke verbanden tussen gebruik van foliumzuur rond de zwangerschap en het risico op Autistische stoornissen aangetoond dat bij moeders die rond de conceptie foliumzuur innemen rond de 40% minder kans hebben op een kind met dergelijke stoornis. Hoewel een causaal verband niet werd aangetoond, versterkt volgens de onderzoekers dit resultaat wel het argument om foliumzuur supplementen te gebruiken voor en tijdens de zwangerschap.

### Hart- en vaatziekten
Folaten uit de voeding, evenals foliumzuur uit voedingssupplementen, verlagen een te hoog homocysteïnegehalte. Over de vraag of zich dat ook vertaalt in een verlaagd risico op hart- en vaatziekten wordt momenteel uitvoerig gediscussieerd tussen wetenschappers.
Het langdurig nemen van een voedingssupplement met foliumzuur lijkt het risico op een beroerte met 20% te verminderen.

### Gehoorverlies bij ouderen
Volgens onderzoek van het Wageningen Universiteit en Researchcentrum zou een dagelijkse dosering van 0,8 mg foliumzuur het gehoorverlies van de lage tonen bij ouderen, met 0,7 decibel verminderen.

### Mentale achteruitgang bij ouderen
Aangezien een verhoogd homocysteïnegehalte een belangrijke rol speelt bij cognitieve achteruitgang bij ouderen en suppletie met foliumzuur een verhoogd homocysteïnegehalte kan verlagen, is onderzocht of foliumzuursuppletie zou helpen bij cognitieve stoornissen bij ouderen.
In een onderzoek bij 818 50-plussers bleek dat ouderen die drie jaar lang dagelijks een voedingssupplement met 800 microgram foliumzuur hadden genomen, beter scoorden op een aantal cognitieve vaardigheden dan leeftijdsgenoten die dat niet hadden gedaan. Met name kortetermijngeheugen, snelheid van informatieverwerking en verbale vaardigheden waren beter. Alle deelnemers hadden bij aanvang van het onderzoek een verhoogde homocysteïnespiegel (verlaagde foliumzuurstatus), na drie jaar foliumzuursuppletie was de foliumzuurspiegel sterk gestegen en was het homocysteïnegehalte 26% gedaald.

### Rusteloze-benensyndroom
Het rusteloze-benensyndroom (RBS), dat meestal met de Engelse benaming Restless Legs Syndrome (RLS) wordt aangeduid, is een neurologische aandoening die zich kenmerkt door een irriterend, branderig gevoel - alsof er insecten rondkruipen - diep in de kuiten, soms beurtelings, soms in beide kuiten tegelijk. De aandoening kan zich ook voordoen in de bovenbenen, voeten, romp en armen. Ze is niet pijnlijk maar kan erg vervelend en hinderlijk zijn.

### Vitiligo
Klinisch onderzoek heeft uitgewezen dat veel vitiligopatiënten abnormaal lage concentraties foliumzuur, vitamine B12 en vitamine C hebben. Pantotheenzuur (vitamine B5), foliumzuur en vitamine B12 zijn de B-vitaminen die betrokken zijn bij de synthese van het huidpigment melanine.
In een onderzoek kon het gebruik van vitamine B12 (1 mg per dag) en foliumzuur (2 × 5 mg/d) gedurende (minimaal) drie maanden, in combinatie met blootstelling aan zonlicht, de verspreiding van vitiligo bij 64 van de 100 onderzochte personen stoppen. Ander onderzoek bevestigt deze resultaten.

## Veiligheid

### Potentiële risico’s van een overmaat folaat uit de voeding
Van een overmaat van in voeding aanwezige folaten heeft men nooit negatieve gevolgen vast kunnen stellen. Een groep van wetenschappers (Scientific Committee on Food, SCF) die in opdracht van de EU maxima moet voorstellen voor vitaminen en mineralen kon geen bewijs vinden voor risico’s als gevolg van de inname van natuurlijke folaten, waardoor er voor folaat in voeding geen veilige maximumgrens vastgesteld kon worden.

### Potentiële risico’s van foliumzuursuppletie
Van de voor zwangere vrouwen aanbevolen dosis van 400 microgram foliumzuur zijn nooit negatieve gevolgen vastgesteld. Het gebruik van hoge doses foliumzuur (tot 5 mg per dag) door zwangere vrouwen blijkt geen schadelijke effecten te hebben voor het ongeboren kind.
Voor pteroylmonoglutaminezuur (=foliumzuur) is door de SCF de bovengrens vastgesteld op 1 mg per dag voor volwassenen, met als belangrijkste reden het gevaar van maskeren van een vitamine-B12-deficiëntie.
- Het belangrijkste risico van foliumzuursuppletie, en dan met name doseringen van 1 mg (1000 µg) en meer, is dat hoge doses foliumzuur het afwijkende bloedbeeld (pernicieuze anemie) als gevolg van een vitamine-B12-deficiëntie kunnen maskeren, waardoor de diagnose van vitamine-B12-deficiëntie onopgemerkt kan blijven en er permanente neurologische schade kan optreden.[38] Toch zijn veel wetenschappers van mening dat er geen grote schadelijke effecten van foliumzuur zijn te verwachten bij hoge doseringen, mits er aandacht is voor de vitamine-B12-voorziening. Er kan bijvoorbeeld gekozen worden voor een voedingssupplement waarin naast foliumzuur ook een significante hoeveelheid vitamine B12 aanwezig is, of voor een vitamine-B12-injectie.
- Daarnaast is ook de beïnvloeding van de werking van medicijnen die op de foliumzuurstofwisseling ingrijpen een belangrijk risico.
- In een dosering van 5 mg per dag (10 maal de in Nederland voor zwangeren aangeraden dosis) is een verband gesuggereerd met een verhoogd risico op borstkanker.[39] Hiervoor is echter nog geen hard bewijs aangedragen.[40] Uit een meta-analyse bleek eveneens geen verband met borstkanker.[41] Het Nederlandse advies van de gezondheidsinstanties blijft dan ook voorlopig onveranderd.
- Een studie[42] uit 2005 vond een (relatief klein) verhoogd risico op darmkanker bij patiënten met darmpoliepen die 5 mg foliumzuur per dag namen. Foliumzuur werkte vooral averechts bij patiënten die weinig vitamine B12 binnenkregen. Bij mensen die veel vitamine B12 consumeerden was de kans op darmpoliepen juist verminderd. B12 is nodig voor de omzetting van foliumzuur in metabolieten die meewerken aan de celdeling. In later grootschalig epidemiologisch onderzoek werd juist een lager risico op darmkanker gevonden bij hogere folaatinname.[43]

## Interacties

### Medicijnen die de foliumzuurstofwisseling beïnvloeden
Verschillende medicijnen kunnen de biosynthese van folaat en tetrahydrofolaat verstoren, waardoor de behoefte aan foliumzuur toeneemt. Deze zogenoemde foliumzuurantagonisten worden bijvoorbeeld in de behandeling van tumoren ingezet, maar ook bij reumatoïde artritis, asthma bronchiale en bij psoriasis. In principe geldt de relatie ook omgekeerd en vermindert suppletie met foliumzuur de effectiviteit van de behandeling met foliumzuurantagonisten. Hier is echter nog weinig onderzoek naar gedaan.
- Remmers van het enzym dihydrofolaatreductase:
  - Bijvoorbeeld: trimethoprim
  - Pyrimethamine[44] (veel gebruikt tegen malaria). Omgekeerd verminderen doseringen van 5 mg foliumzuur per dag de effectiviteit van antimalariamedicatie[45]
- Remmers van zowel het enzym folaatreductase als van dihydrofolaatreductase:
  - Methotrexaat: een hoge dosis foliumzuur wordt bijvoorbeeld gebruikt om toxische effecten van methotrexaat te verminderen.[44][46] Doseringen van minder dan 1 mg hebben dat effect niet, want het Amerikaanse College van Reumatologen (American College of Rheumatology) heeft laten weten dat een dosis van 1 mg foliumzuur per dag de effectiviteit van laaggedoseerde therapie met methroxaat niet lijkt te beïnvloeden.
- Sulfonamiden zijn structureel verwant met 4-aminobenzoëzuur (PABA), wat een integraal deel uitmaakt van het foliumzuurmolecuul. Sulfonamiden zijn competitieve remmers van PABA in de reacties van dihydropteroaat-synthetase.[44]
- Colchicine
- Triamtereen, een veel gebruikte plastablet
- Metformine, veel gebruikt bij diabetes om de glucoseproductie in de lever te beperken
- Fenytoïne vermindert de absorptie van foliumzuur.
- Barbituraten zoals fenobarbital
- Pancreasenzymen in supplementvorm (soms gebruikt door patiënten met pancreasinsufficiëntie) kunnen onopneembare complexen vormen met foliumzuur, waardoor foliumzuur minder goed kan worden opgenomen.[47]

### Overige invloeden op de folaatstatus
- Alcohol verstoort de heropname van foliumzuur vanuit de darm in de enterohepatische cyclus.
- Het gebruik van de anticonceptiepil kan de foliumzuurstatus ook negatief beïnvloeden.